# Universitetet i Harderwijk

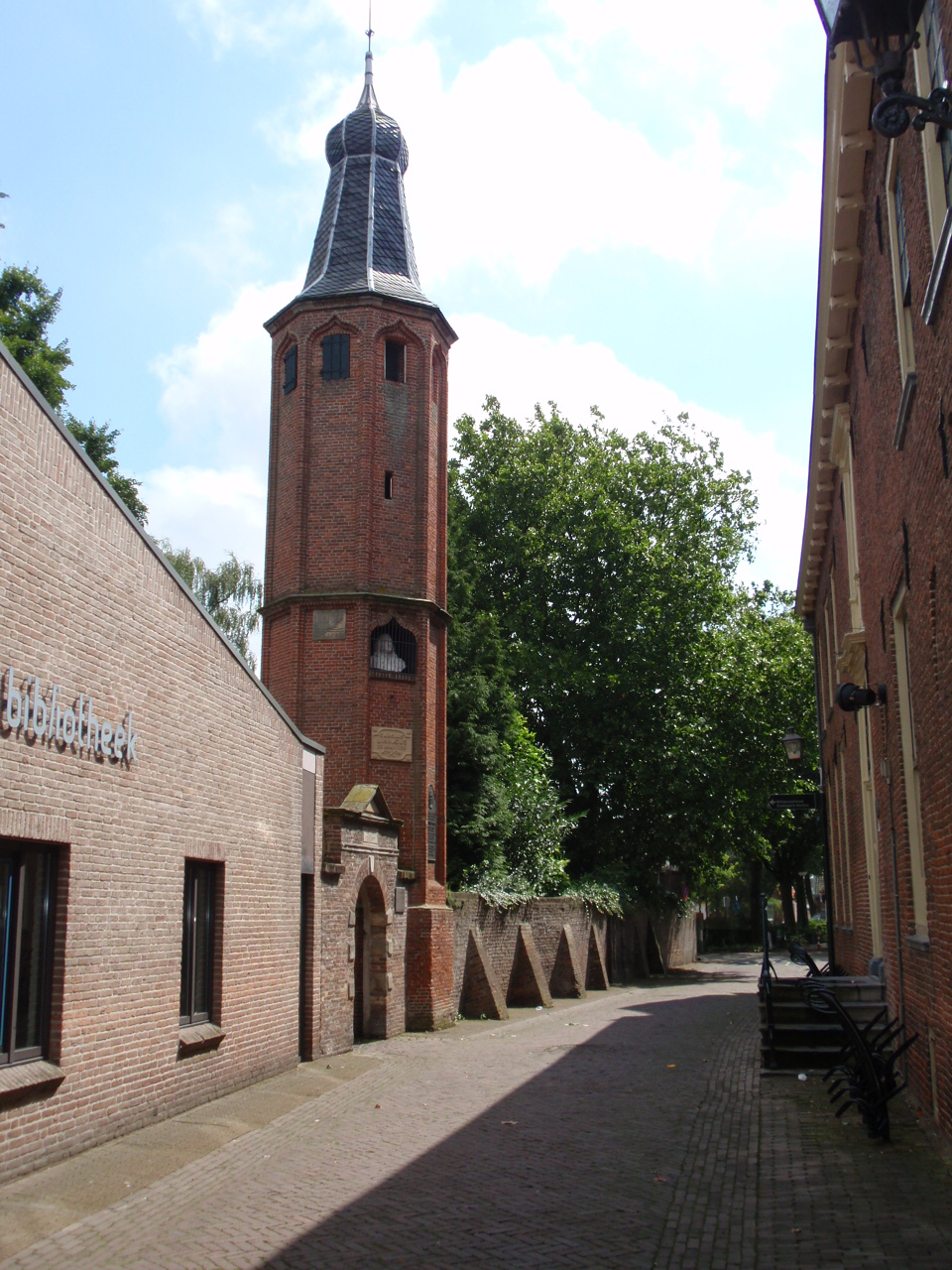
Linnaeustorentje, en kvarstod från universitetet i botaniska trädgården, De hortus. Bysten, som syns halvvägs upp på tornet, avbildar Linné.

Universitetet i Harderwijk (på nederländska Universiteit van Harderwijk, även Gelderse Universiteit), 1648-1811, var ett universitet i staden Harderwijk i Hertigdömet Geldern som tillhörde Republiken Förenade Nederländerna (idag ungefär provinsen Gelderland i Nederländerna). Det var det femte universitetet som grundades i Nederländerna efter Leiden (1575), Franeker (1585), Groningen (1614) och Utrecht (1636).
På Linnés tid kunde man inte få en doktorsgrad i Sverige, utan han åkte till De Förenade Nederländerna, där universiteten hade gott rykte. De välbärgade for vanligen till Leiden, de mindre bemedlade (eller de som, liksom Linné, hade bråttom) for till Harderwijk där utbildningen var billigare och gick snabbare. En dåtida dikt löd:
Harderwijk is een stad van negotie,
Men verkoopt er bokking, blauwbessen en bullen van promotie.
Universitetet hade fyra fakulteter: filosofi & humaniora, teologi & semitiska språk, juridik och medicin.

## Kända doktorer
Kända doktorer från Harderwijk innefattar (promoveringsår inom parentes):
- Läkaren och författaren Magnus Gabriel von Block (1702)
- Medicinaren och botanikern Herman Boerhaave (1693)
- Statsmannen och officeren Herman Willem Daendels (1783)
- Läkaren Gustaf Harmens (1731)
- Läkaren Johan Hesselius (1721)
- Den vattenbyggnadskunnige militäringenjören Cornelis Rudolphus Theodorus Krayenhoff (1784)
- Läkaren och botanikern Johan Lindestolpe (1707)
- Botanikern och taxonomen Carl von Linné (1735)
- Upptäcktsresanden Jacob Roggeveen (1690)
- Läkaren och professorn Nils Rosén von Rosenstein (1730)
- Författaren Anthony Christiaan Winand Staring (1787)

Många av universitetets alumni är fortfarande kända forskare, trots universitetets tvivelaktiga rykte.
Bland universitetets professorer märks botanikerna David de Gorter och Caspar Georg Carl Reinwardt, filologen Adriaan Reland, samt den förstnämndes far, medicinaren Johannes de Gorter (som promoverade Linné).
Under Frankrikes annektion av Nederländerna upplöstes universitetet 1811 tillsammans med universitetet i Franeker. Efter Napoleons nederlag vid slaget vid Waterloo 1815 och bildandet av Konungariket Nederländerna återupprättades läroanstalten under Vilhelm I som ett rijksathenaeum utan universitetsprivilegier; men det varade bara några år och skolan stängdes återigen 1818.

## Lämningar
I Harderwijk finns några enstaka byggnader bevarade: en slöjdverkstad och det kända trapptornet Linnaeustorentje i vilket studenter som stulit böckling hängdes i en jutesäck som straff. Även den botaniska trädgården, De Hortus, finns kvar.